# Alecrim (Río Grande del Sur)
Si procuraba por el árbol de Alecrín, véase Holocalyx balansae.
Alecrim es un municipio brasileño del estado de Río Grande del Sur.
Se encuentra ubicado a una latitud 27º39'18" Sur de y una longitud de 54º45'50" Oeste, estando a una altitud de 311 metros sobre el nivel del mar. Su población estimada para el año 2006 era de 7.281 habitantes, en una superficie de 314,745 km².
Ocupa una superficie de 320,1 km². Se encuentra a orillas del río Uruguay, en la frontera con la Argentina
El árbol del Alecrín (Holocalyx balansae) es el que da nombre al municipio.
- Datos: Q995308
- Multimedia: Alecrim / Q995308